# ويليام تانر (سياسي)
ويليام تانر (بالإنجليزية: William Tanner)‏ هو نقابي وسياسي نيوزلندي، ولد في 1851 في نورثامبتونشير في المملكة المتحدة، وتوفي في 1938. حزبياً، نشط في الحزب الليبيرالي النيوزيلندي. وقد انتخب عضو مجلس النواب النيوزيلندي.